# Cèl·lula para-sol
Una cèl·lula para-sol, de vegades anomenada cèl·lula M o cèl·lula ganglionar M, és un tipus de cèl·lula ganglionar de la retina (RGC) situada a la capa de cèl·lules ganglionars de la retina. Aquestes cèl·lules es projecten a cèl·lules magnocel·lulars del nucli geniculat lateral (LGN) com a part de la via magnocel·lular del sistema visual. Tenen cossos cel·lulars grans, així com xarxes dendrites ramificades extenses i com a tals tenen grans camps receptius. En relació amb altres RGC, tenen velocitats de conducció ràpides. Tot i que mostren un clar antagonisme centre-entorn (conegut com a oposició espacial), no reben informació sobre el color (absència d'oposició cromàtica). Les cèl·lules ganglionars para-sol aporten informació sobre el moviment i la profunditat dels objectes al sistema visual.

## Cèl·lules ganglionars para-sol a la via magnocel·lular
Les cèl·lules ganglionars del para-sol són el primer pas de la via magnocel·lular del sistema visual. Es projecten des de la retina a través del nervi òptic fins a les dues capes més ventrals del nucli genicular lateral, que és un nucli del tàlem, ocupat per les cèl·lules magnocel·lulars que després es projecten principalment a l'escorça estriada (V1), normalment a la capa 4Cα.
La informació que aquestes cèl·lules recullen a la retina s'envia a diverses parts de l'escorça visual, com ara l'escorça parietal posterior i l'àrea V5 a través del corrent dorsal, i l'escorça temporal inferior i l'àrea V4 a través del corrent ventral.

## Estructura
Les cèl·lules ganglionars para-sol es troben a la retina i representen aproximadament el 10 per cent de totes les cèl·lules ganglionars de la retina. Tenen cossos grans amb dendrites ramificades extenses i superposades, i axons gruixuts i molt mielinitzats. Aquestes propietats permeten que les cèl·lules para-sol condueixin senyals molt ràpidament, molt més ràpidament que les cèl·lules nanes que alimenten la via P.
Les cèl·lules ganglionars para-sol recullen informació de grans camps receptius, que contenen tant bastons com cons. Malgrat l'entrada dels cons, les cèl·lules ganglionars del para-sol no reben informació sobre el color. A diferència de les cèl·lules nanes, els camps receptius de les cèl·lules para-sols contenen el mateix tipus de color de cons tant a les seves regions central com envoltant. A causa d'aquesta manca d'especificitat, les cèl·lules del para-sol no poden diferenciar entre diferents longituds d'ona de llum reflectides per un objecte específic i, per tant, només poden enviar informació acromàtica.
Hi ha aproximadament la mateixa densitat de cèl·lules ganglionars para-sol a la fòvea que a la resta de la retina, una altra propietat que les distingeix de les cèl·lules nanes.

## Funció
Les cèl·lules ganglionars para-sol de la retina no poden proporcionar informació detallada o de color, però encara proporcionen informació estàtica, de profunditat i de moviment útil. Tenen una detecció de contrast clar / fosc alta, i són més sensibles a freqüències espacials baixes que a freqüències espacials altes. A causa d'aquesta informació de contrast, aquestes cèl·lules són bones per detectar canvis en la luminància i, per tant, proporcionen informació útil per fer tasques de cerca visual i detectar vores.